# Det finns inga smålänningar
Det finns inga smålänningar är en svensk tv-serie som sändes i Sveriges Television i fyra delar under perioden 3–24 september 1981. Seriens titel är en travesti på ett citat från Golda Meir: "Det finns inga palestinier".
Serien var gjord i stil som en dramadokumentär, och avhandlade tankeexperimentet att Israel/Palestina-konflikten utspelade sig i Småland. Det finns inga smålänningar är en av Sveriges Televisions mest utskällda produktioner och det blev intensiva debatter. Radionämnden fick 164 anmälningar, men valde att fria programmet.

## Om TV-serien
Manus till TV-serien skrevs av Ingela Bendt, Jim Downing, Örjan Öberg och Christian Stannow. Manusförfattarna Ingela Bendt och Jim Downing utgav året innan (1980) boken Vi ska tillbaka till vår jord: palestinska lägerkvinnor i Libanon som gavs ut på Bokförlaget Prisma. Den tredje manusförfattaren Örjan Öberg var vid tillfället journalist och reporter vid SVT:s samhällsredaktion, senare vid SVT Nöje och Drama och Christian Stannow var TV-producent. Serien regisserades av Stellan Olsson, känd bland annat för Sven Klangs kvintett, fotograf var Michael Kinmansson och musiken gjordes av tonsättaren Hans Gefors.
Medverkande skådespelare var bland andra Kim Anderzon, Evert Lindkvist, Jan Tiselius, Mats Huddén, Marian Gräns och Suzanne Reuter.
TV-serien kostade SVT1 6 miljoner kronor, sysselsatte ett 50-tal skådespelare och runt 1200 statister. Det gjordes även en exportupplaga som hette There are no Smalanders.
Serien presenterade i fyra entimmes-avsnitt, som visades torsdagar med repris på söndagar. Både efter första och sista avsnittet anordnades TV-sända debatter som diskuterade serien.

## Handling
| Hans Mosesson och Kim Anderzon spelade två av huvudrollerna i tv-serien. |  | Hans Mosesson och Kim Anderzon spelade två av huvudrollerna i tv-serien. |
| Hans Mosesson och Kim Anderzon spelade två av huvudrollerna i tv-serien. |  |                                                                          |

I en stil som liknade en dramadokumentär gjordes tankeexperimentet att Israel/Palestina-konflikten utspelade sig i Småland, där den fiktiva nya nationen Värend och virdarna bredde ut sig. FN har gett den virdiska folkgruppen, som i historisk tid bebott Småland, ett område av dagens Småland. Det hela utvecklas till inbördeskrig. Därvid flyr delar av befolkningen till angränsande landskap. Familjen Jonsson, som står i seriens centrum, hamnar i Östergötland (som efter andra världskriget också är en ny, självständig stat). Deras öde följs av journalisten Valter Ersson som gör reportage om dem. Tiden går och familjen förblir permanenta i sitt flyktingskap. I realistisk svensk scenografi gick man från 1940-tal till 1970-tal. Flyktinglägren var svenska husvagnar och terroristattackerna gjordes mot militärtransporter. Barnbarnet Lisa blir i vuxen ålder aktivist och deltar i en flygkapning riktad mot virdarna. Parallellt med historien om familjen Jonsson får man följa ett TV-team som 1981 försöker göra en dokumentär om konflikten utifrån de många olika perspektiven.

## Rollista
- Evert Lindkvist - farfar Erik Jonsson
- Marian Gräns - farmor Elsa
- Hans Mosesson - Göran
- Kim Anderzon - Anna, Görans hustru
- Jessica Liljeholm - Lisa, deras dotter som ung
- Maria Dehnisch - Lisa som vuxen
- Andrej Möller - Kalle, deras son
- Ralf Höglund - Lill-Erik som liten
- Mats Huddén - Lill-Erik som äldre
- Peter Hüttner - Valter Ersson, journalist
- Gary Engman - nyhetschefen
- Birgitta Sandstedt - TV-producenten
- Bo G. Andersson - Grenestam
- Göran Boberg - farbror Kalle
- Esko Kilpiö - Folke Andersson
- Sune Linné - Nyström
- Björn Novén - östgötskt befäl
- Ulla Rodhe - Agnes
- Ingrid Wallin - Ingrid
- Rex Brådhe - Lasse
- Kent-Arne Dahlgren - Harald
- Thomas Ellerås - kapten Ernst
- Curt Ericson - chaufför
- Björn Hanell - kommandosoldat hos SBO
- Roland Hedlund - Nils Småland
- Bo Christer Hjelte - SBO-man
- Pamela Holmberg - Pamela
- Lars Naumburg - Gustav, löjtnant
- Thomas Oredsson - östgötsk officer
- Rune Simonsson - utrikesreporter
- Israel (Izzy) Young - amerikansk utrikesreporter
- Gun Almryd - Mia
- Ingegerd Elmquist - Blenda
- Per Jonsson - redaktionschefen
- Steinar Olsen - sabotörrådgivare
- Wirginia Axelsson - Margareta Tunkvist
- Olle Björklund - TV-reporter
- Lennart Halldorf - virdiske säkerhetschefen
- Olof Huddén - A. Tunkvist
- Olof Lindfors - Erlandsson
- Ingela Mothander - Aktuellt-reporter
- Suzanne Reuter - Eva Tunkvist
- Jan-Öyvind Swahn - experten (bortklippt roll)

## Kritik
Serien blev oerhört kritiserad där fokus främst låg på att serien var en politisk partsinlaga mot staten Israel, men även de konstnärliga kvaliteterna kritiserades. Redan på förhand presenterades den som kontroversiell och under seriens gång gav den upphov till en mängd inlägg, ledarkommentarer och insändare.
Eftersom serien redan innan den börjat sändas utsattes för omfattande kritik anordnade SVT en debatt i TV-programmet Pejling efter första avsnittet. Bland annat deltog riksdagsman Olle Wästberg som hårt kritiserade serien och menade att den var propaganda för en rörelse vars mål är att utplåna staten Israel. Även TV-chefen Sam Nilsson deltog i denna debatt och erkände där att serien var en partsinlaga, samtidigt som han menade att det måste ses utifrån att palestiniernas perspektiv varit underrepresenterat i SVT.
Journalisten Hemming Sten jr skrev dagen efter första avsnittet i Expressen att serien var en katastrof och ett pekoral och att TV-chefen Sam Nilsson, när han tog beslutet att göra serien, inte visste att två av författarna, Ingela Bendt och Jim Downing, var PLO-aktivister.
Kerstin Hallert i Svenska Dagbladet menade också att serien var dyr, tarvlig och antisemitisk, och även hon påpekade särskilt att två av manusförfattarna var aktiva PLO-aktivister.
Även Lennart Hagman i Aftonbladet kritiserade serien, men främst för att den var förvirrande och menade att Mellanösternkonflikten bara blev mer svårförståelig då den flyttades till Småland. Karl Vennberg menade i samma tidning att serien var ett pekoral som knappast var värt den stora uppmärksamheten och att både proisraeler och propalestinier hade anledning att vrida på sig generat.
En röst som skiljde sig från övriga kritiker var Inga-Lill Valfridsson, som i Aftonbladet den 25 september 1981 menade att det var en viktig serie som skapat en viktig debatt. Hon ansåg att det var en av SVT:s bästa satsningar. Hon skrev att även om den inte hade varit objektiv utan tagit ställning, så gör även andra serier det, som Dallas som tar ställning för den amerikanska livsstilen.
Mycket av debatten var koncentrerat till tidningen Expressen där de proisraeliska rösterna övervägde. Konstnären Channa Bankier angrep den 11 september 1981 serien för att vara vämjelig, kränkande och genomfalsk och att överföringen av konflikten till Småland blev en förödmjukande förfalskning för alla parter. Ernst Klein i samma tidning hade redan på förhand angripit serien efter en förhandsvisning den 21 augusti och fortsatte den 4 september och 25 september sina angrepp på serien för att vara snurrig och verklighetsförfalskande.
De fyra författarna gav i Dagens Nyheter den 8 oktober 1981 sin syn på det som förevarit och de anklagelser som förekommit om antisemitism liksom alla krav om att serien skulle stoppas.
I samband med sista avsnittet anordnades en ny TV-sänd debatt, ledd av Göran Elwin, med representanter för de olika åsiktssidorna liksom reportrar som Cordelia Edvardson, SvD:s utsända i Israel, och Barbro Elfström, frilansjournalist stationerad i Beirut. Det hela inleddes med att skådespelaren Palle Granditsky läste upp ett uttalande skrivet av författaren Jackie Jakubowski, en text som anspelade på TV-seriens omskrivningar, men utifrån ett proisraelisk/"virdiskt" perspektiv. Andra deltagare var bland andra Ernst Klein, Per Gahrton, Sven Öste (DN), Ulf Nilson och Anders Ehnmark. Debatten uppgavs ha stått under polisbevakning eftersom den utsatts för hot. Även personerna bakom serien hade fått ta emot flera hotelsebrev.
Tittarstormen, mätt i antalet insändare, protester och anmälningar till Radionämnden, var enorm. Radionämnden fick enligt Dagens Nyheter 164 anmälningar men en oenig nämnd valde att fria programmet. I sin inlaga till nämnden erkände SVT att det varit en partsinlaga. Enligt seriens skapare, som tagit del av de 115 första anmälningar, så kom alla dessa, utöver tolv, från en och samma grupp i Stockholm.